# Donald Deskey
Donald Deskey né le 23 novembre 1894 à Blue Earth (Minnesota) et mort le 29 avril 1989 à Vero Beach en Floride est un  pionnier du design industriel américain. Sa carrière longue et variée participe à l'établissement de la profession.
Il est considéré comme l'un des plus importants designers américains ayant contribué à l'émergence d'un design moderne à l’esthétique sobre et fonctionnelle aux États-Unis.

## Biographie
Fils de Robert Deskey, d’origine allemande et propriétaire d’un magasin de tissus et de vêtements, Donald Deskey quitte sa région rurale du Minnesota après ses études secondaires et s’installe en Californie. En 1914, il suit les cours de la  Mary Hopkins Institute of Art, à San Francisco (désormais San Francisco Art Institute), puis à partir de 1915, il étudie l’architecture à l’université de Californie à Berkeley.
Il quitte l'université en 1917 pour s'engager dans l'armée, mais à la fin de la guerre, il retourne en Californie, puis se fixe un temps à Chicago où il s'inscrit à l'École de l'Art Institute of Chicago, (1918-1919) et  travaille dans une agence de publicité, avant d’ouvrir sa propre agence de publicité à New-York avec Charles Howell, tout en assistant aux cours du soir de l’Art Students League. Puis à Paris, il suit les cours de l' Académie de la Grande-Chaumière, de l'Académie Colarossi, de l'atelier de Fernand Leger et travaille comme graphiste. En 1925, il visite l'Exposition internationale des arts décoratifs et industriels modernes et en est particulièrement influencé.
De retour aux États-Unis, il est directeur du département artistique du Juniata College, à Huntington, en Pennsylvanie, puis sera directeur du département de design industriel de l'université de New York, où son travail reçoit une reconnaissance internationale.
Vers 1926, après avoir commencé sa carrière dans la publicité, Donald Deskey commence à concevoir des meubles, des luminaires et des intérieurs. En 1926 - 1927, il réalise les premières vitrines modernes pour les grands magasins Franklin Simon & Co. (en) et Saks Fifth Avenue. Il utilise des matériaux industriels, par exemple de la tôle de fer zinguée au cuivre ou au laiton et du liège pour le décor ainsi qu’un éclairage d'accentuation et des dessins abstraits cubistes.
Parmi ses premiers travaux décoratifs, on trouve des paravents (1927-1935) vendus par la galerie de Paul Theodore Frankl. Donald Deskey en peint les faces qui sont en partie asymétriques et de différentes hauteurs, avec des formes géométriques et abstraites, inspirées par les peintures d’Alexandre Archipenko et de Fernand Léger, ainsi que par les artistes de De Stijl. À partir de 1927, il s’associe à Philip Vollmer et crée la société Deskey-Vollmer Inc. qui produit des sièges, des tables, des bureaux et des lampes fonctionnels et polyvalents, des pièces uniques développées en partie à partir de ses esquisses de meubles de la période parisienne  et qui sont déjà adaptées à la production industrielle. Il conçoit  également des intérieurs luxueux (non conservés) pour des New-Yorkais, comme par exemple un appartement sur Park Avenue pour le président de Saks Fifth Avenue Adam Gimbel, en 1927, un autre pour Helena Rubinstein, et vers 1930 pour Abby Aldrich Rockefeller, un cabinet d'art graphique, une galerie de peintures et de céramiques avec des revêtements muraux en bakélite et des bandes d'aluminium incrustées, ainsi qu'un dressing et une salle de bains avec des murs en briques de verre.
Pour ses premiers intérieurs publics, en 1928 un café avec une fontaine à soda et un salon de beauté dans le grand magasin Abraham & Straus (en), Brooklyn, il est l'un des premiers américains à installer des chaises en acier tubulaire. Les murs sont recouverts de bois et accentués par des bandes horizontales chromées ainsi qu’un  éclairage fluorescent influencé par ce qu’il avait vu en Europe.
En raison de la récession économique, Donald Deskey travaille désormais avec de grands fabricants, qui réalisent à moindre coût, plus de 400 de ses projets de meubles entre 1930 et 1934. Vers 1930, à l'instigation de Donald Deskey, la Ypsilanti Reed Furniture Company, d'Ionia (Michigan), produit pour la première fois aux États-Unis des meubles en acier tubulaire destinés à l'usage privé du grand public. À l'occasion de l'Exposition universelle de 1933, Donald Deskey développe pour la société Steinway & Sons l'un des premiers modèles américains de piano en ébène. Il reçoit pour cela une médaille d'or à l’ Exposition universelle de 1937 de Paris. Dans les années 1930, Deskey conçoit également de nombreux tapis et tissus à motifs géométriques abstraits (en partie pour ses propres meubles) et s'engage en faveur de l'utilisation de tissus synthétiques (textiles en rayonne ou en permatex).
Son utilisation inventive de matériaux industriels à des fins décoratives lui vaut des éloges et attire l'attention du Rockefeller Center Inc. qui, en 1932, lui confie un important contrat pour la décoration intérieure et l'ameublement du Radio City Music Hall.
Le travail le plus connu de Donald Deskey est en effet l'aménagement intérieur du Radio City Music Hall (1932, en partie conservé) avec 30 halls, plusieurs fumoirs, des foyers, des salons et l'appartement de Samuel Roxy Rothafel (le directeur) au-dessus de la salle de concert (en collaboration avec Wallace Kirkman Harrison). Donald Deskey y fait réaliser des plafonds en cuivre ou en feuille d’or, utilise de la bakélite, des placages nobles, de nombreux miroirs et beaucoup de verre et conçoit, outre les lampes, les tapis et les meubles, un revêtement mural en feuille d'aluminium imprimé de motifs de tabac pour un salon fumeur. Des peintres, sculpteurs et designers de renom comme Stuart Davis, Yasuo Kuniyoshi,
Ruth Reeves, Henry Varnum Poor contribuent sous sa direction à l'un des intérieurs contemporains les plus somptueux de l'époque. Les résultats extraordinaires de ce projet ont aidé le designer à lancer Donald Deskey Associates en tant que grande société de conseil. De nombreuses autres commandes pour des bâtiments publics suivent, comme par exemple en 1937 la décoration intérieure du night-club new-yorkais International Casino. et du Hollywood Turf Club, à Inglewood (Californie).
À partir des années 1940, son style Art déco évolue, devient plus arrondi et relève désormais du style dit Streamline Moderne,.
En outre, Deskey est connu pour ses conceptions d'emballage pour plusieurs produits notamment pour Procter & Gamble : le dentifrice Crest, le shampooing Prell et le détergent Tide. Donald Deskey Associates est également à l'origine du lampadaire n° 10, qui est encore utilisé dans la ville de New York .
Dans les années 1960, Donald Deskey réalise quelques aménagements intérieurs à New York pour des hôtels, des restaurants ou des clubs (Marco Polo Club, Waldorf-Astoria Hotel, avec Russel Heston ; Wall Street Club dans le Chase Manhattan Building) et conçoit des stands d’exposition ; il s'agit notamment de structures pour l'Exposition universelle de New York 1939-1940, l'Exposition universelle de 1962, la Foire internationale de New York 1964-1965, l' HemisFair 1968.
Dans le domaine des matériaux de construction, Deskey a inventé un contreplaqué connu sous le nom de weldtex. Il s’intéresse en effet aux maisons préfabriquées et développe en 1939 ce matériau de construction bon marché en bois lamellé de  sapin de Douglas qu’il utilise par exemple pour sa première maison préfabriquée, la maison de week-end Sportshack (1940), qui est livrée avec un aménagement intérieur complet (cuisines et salles de bains de General Motors).
En 1928, avec d'autres designers de renom, il cofonde l'American Union of Decorative Artists and Craftsmen (AUDAC) à New York et est  l'un des quinze fondateurs de la Society of Industrial Designers (IDSA) en 1944.
Jusqu'en 1980, Donald Deskey continue à participer aux projets de son entreprise, mais il se consacre désormais surtout à la peinture.
Il meurt le 29 avril 1989.
Ses archives sont conservées au Cooper–Hewitt, Smithsonian Design Museum et le Metropolitan Museum of Art possède plusieurs de ses créations.
En 2011, la poste américaine reproduit un de ses modèles de lampe dans la série de timbres intitulée Pioneers of American Design.

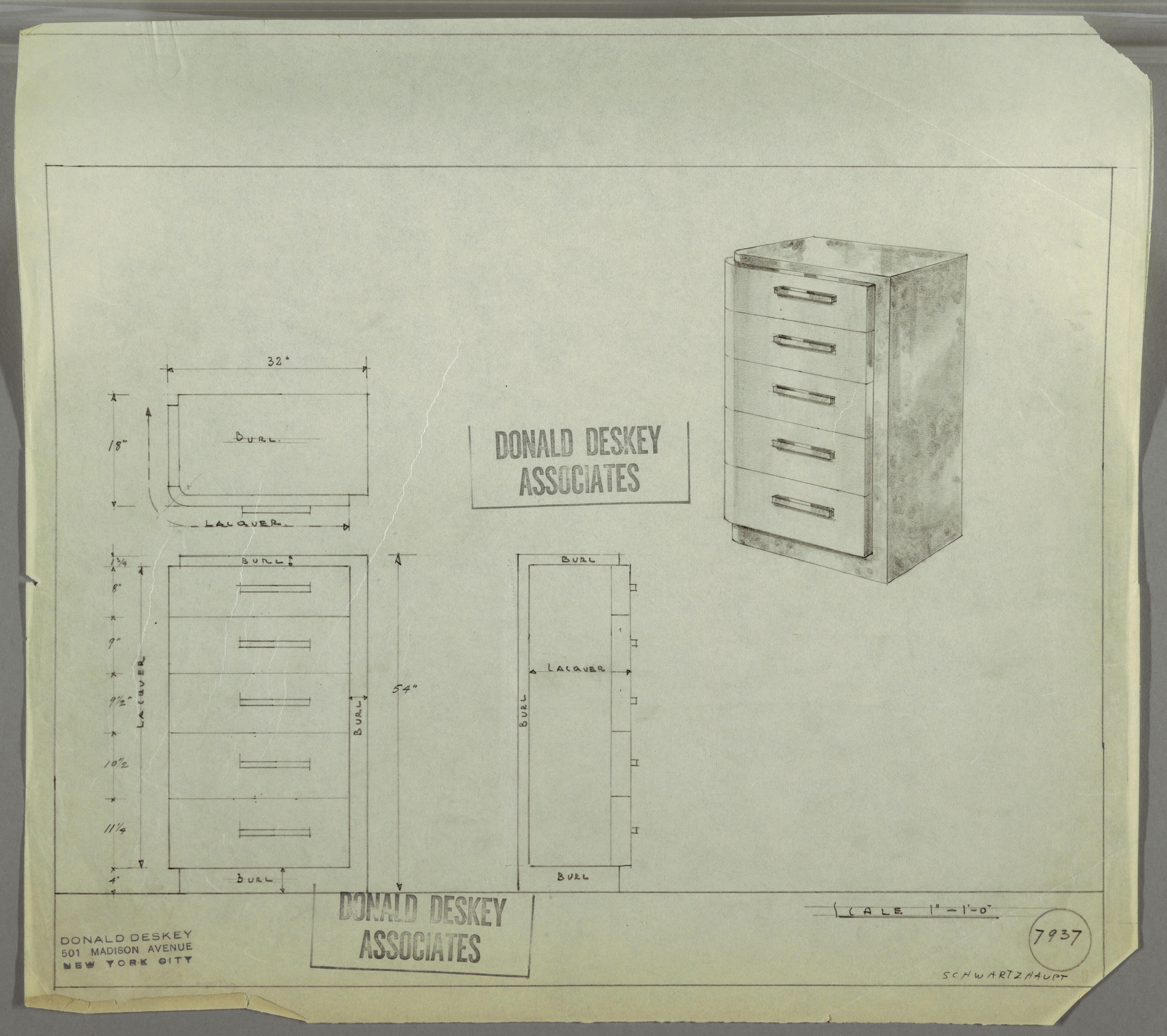
Dessin pour meuble à tiroirs.
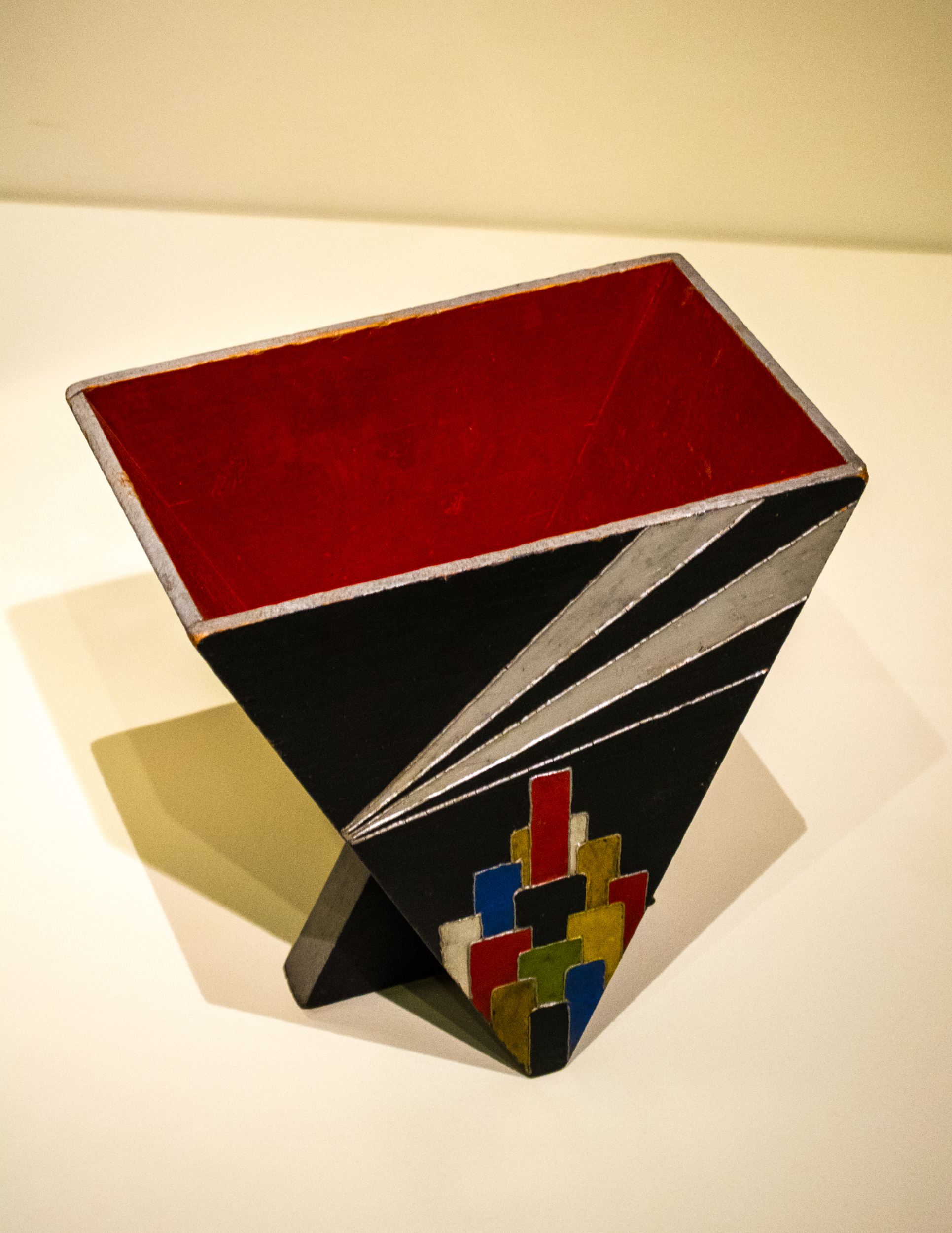
Corbeille à papiers.
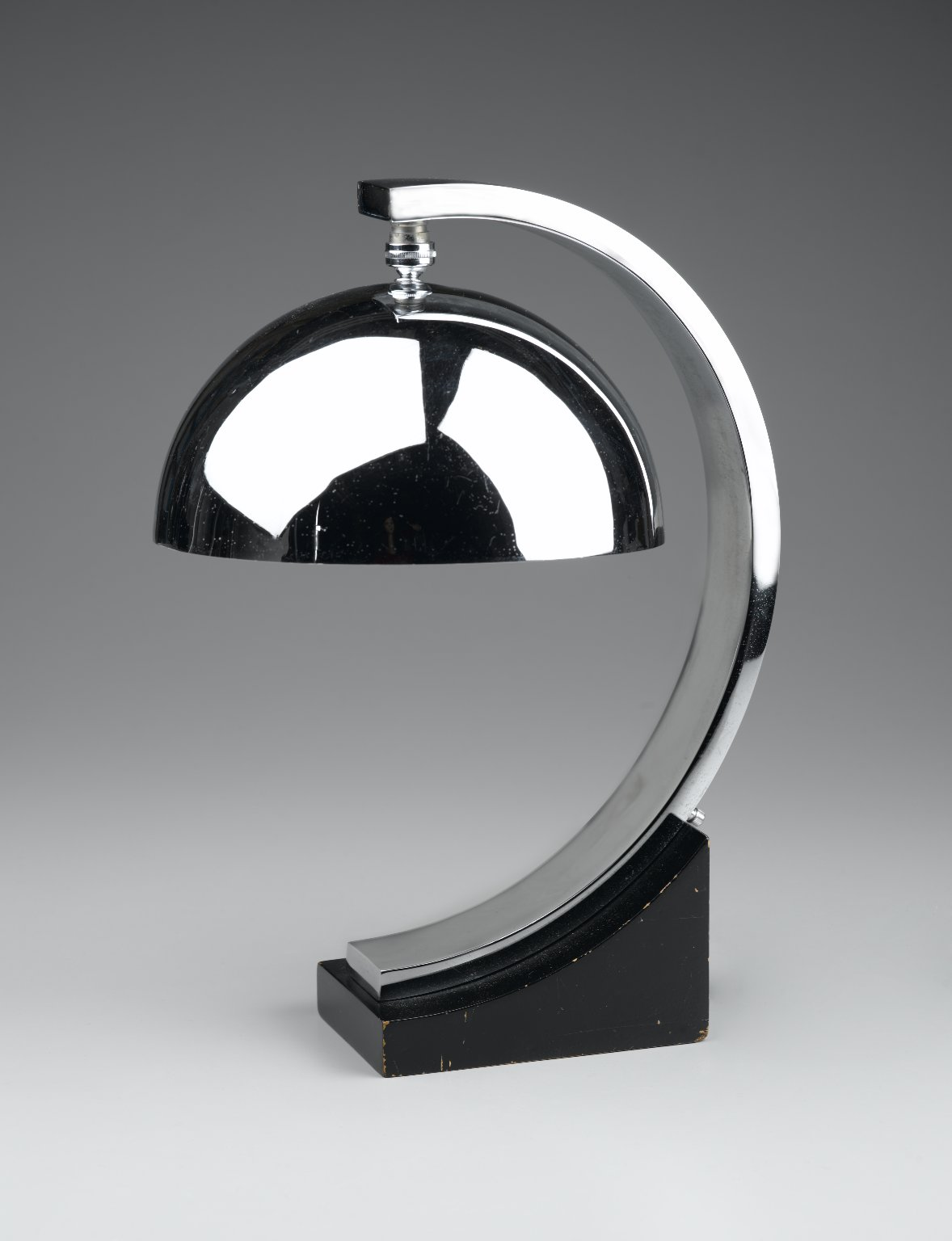
Lampe de bureau 1927.
Grand foyer de Radio City Music Hall.
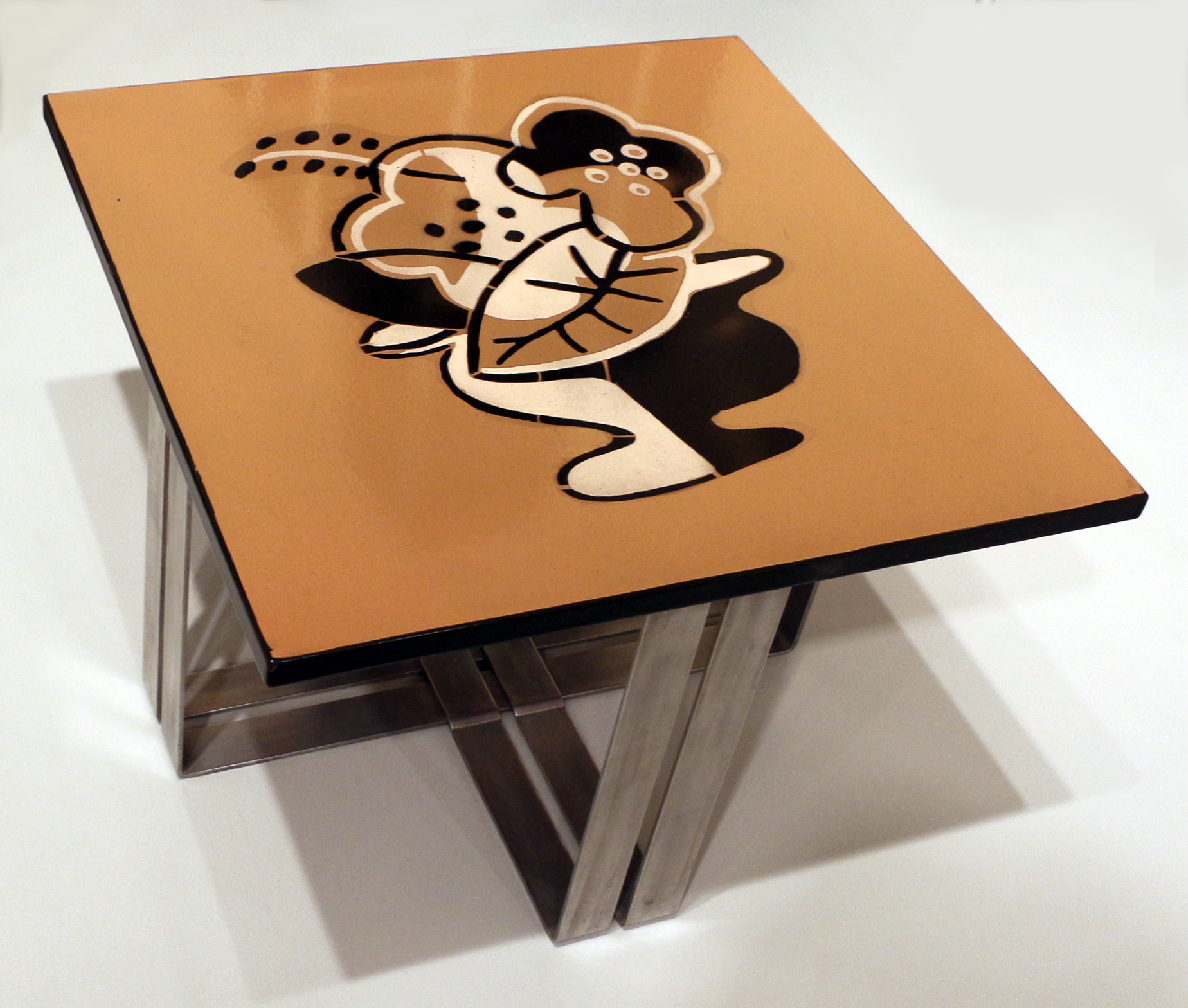
Table éditée par Ypsilanti Reed Furniture Company.